# Юрья (приток Великой)

Юрья — река в России, протекает в Юрьянском районе Кировской области. Устье реки находится в 71 км по левому берегу реки Великой. Длина реки составляет 42 км, площадь водосборного бассейна 805 км².
Исток реки на Северных Увалах к северо-западу от деревни Большое Долгое (Подгорцевское сельское поселение) и в 12 км к югу от посёлка Юрья. Несмотря на то, что длина реки 42 км, исток и устье по прямой разделяют только 12 км — река описывает большую петлю, меняя направление течения с северо-востока на север, запад и, наконец, юго-запад. Протекает деревни Варзеги, Тутыги (Ивановское сельское поселение). В нижнем течении течёт по территории посёлка Юрья, впадая в Великую на его западных окраинах.

## Притоки (км от устья)
- река Чумовица (лв)
- 11 км: река Зимняя (пр)
- 19 км: река Берёзовка (пр)
- река Поломовка (лв)
- 26 км: река Светлица (в водном реестре без названия, пр)
- река Стошна (пр)

## Данные водного реестра
По данным государственного водного реестра России относится к Камскому бассейновому округу, водохозяйственный участок реки — Вятка от города Киров до города Котельнич, речной подбассейн реки — Вятка. Речной бассейн реки — Кама.
По данным геоинформационной системы водохозяйственного районирования территории РФ, подготовленной Федеральным агентством водных ресурсов:
- Код водного объекта в государственном водном реестре — 10010300312111100034365
- Код по гидрологической изученности (ГИ) — 111103436
- Код бассейна — 10.01.03.003
- Номер тома по ГИ — 11
- Выпуск по ГИ — 1